# Bijnier

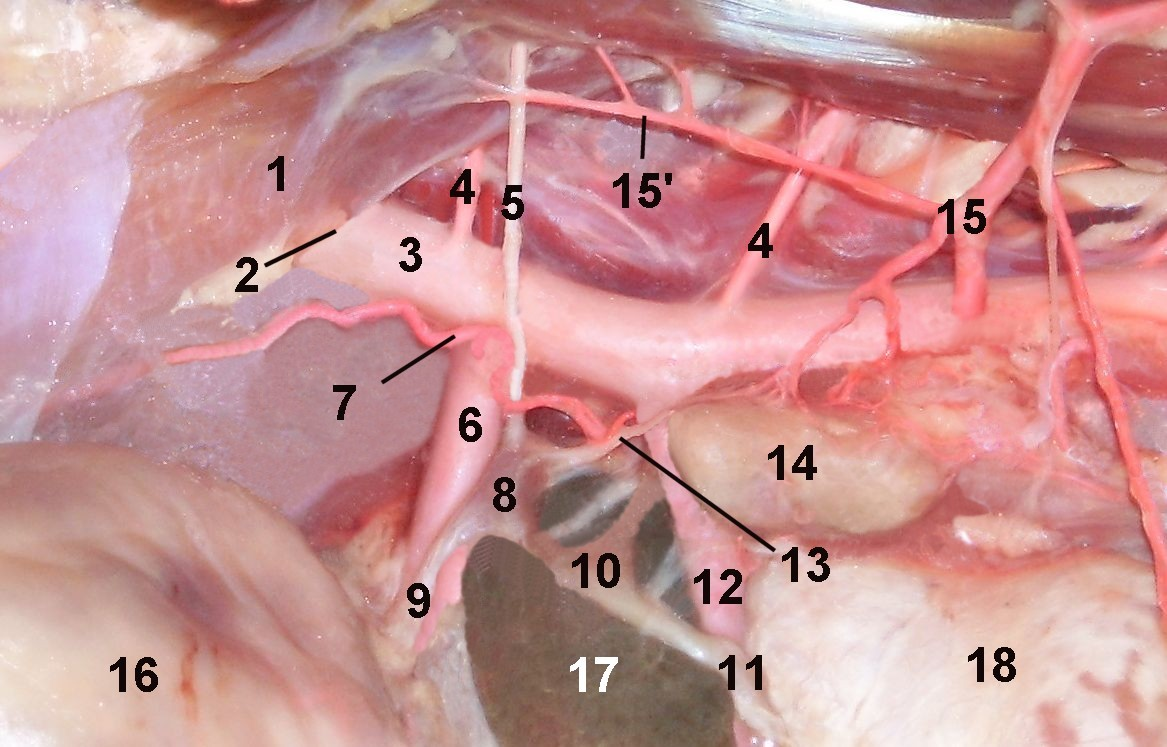
14 bijnieren en
18 nieren
van een kat

De bijnieren, glandulae adrenales, glandulae suprarenales of adrenes zijn kleine organen van zoogdieren, ook bij de mens, vogels, reptielen en amfibieën, en liggen als kapjes op de nieren, ervan gescheiden door vetweefsel. De bijnieren bestaan uit twee gedeelten die zowel anatomisch als fysiologisch te onderscheiden zijn:
- het buitenste deel met de bijnierschors[5] of cortex glandulae suprarenalis[3], met drie lagen
- het binnenste deel met het bijniermerg[5] of medulla glandulae suprarenalis[3], dat uit zenuwweefsel bestaat

Beide lagen hebben verschillende functies, die hieronder worden besproken.

## Bijnierschors
- De buitenste laag, de zona glomerulosa, produceert mineralocorticoïden die invloed hebben op de mineraalhuishouding. De mineralocorticoïden bestaan voor 95% uit aldosteron. Aldosteron reguleert op indirecte wijze de bloeddruk door de nieren aan te zetten tot het vasthouden van water door middel van de balans tussen natrium en kalium.
- De middelste laag, de zona fasciculata, produceert de glucocorticoïden die invloed hebben op de glucosehuishouding. Glucocorticoïden bestaan voor 95% uit cortisol, dat onder andere de gluconeogenese bevordert.
- De binnenste laag, de zona reticularis, produceert zowel androgenen, dus mannelijke geslachtshormonen als oestrogenen, vrouwelijke geslachtshormonen, maar de productie van deze hormonen valt in het niet bij die van de gonaden, dus heeft maar weinig invloed op het tot uiting komen van primaire en secundaire geslachtskenmerken.

## Bijniermerg
Het bijniermerg bevindt zich in het midden van de bijnier, onder de zona reticularis, en zorgt voor de productie van de catecholamines, zoals: adrenaline, noradrenaline en dopamine. Het wordt alleen geïnnerveerd door het (ortho)sympathische deel van het autonome zenuwstelsel, niet door het parasympathische deel.

## Aandoeningen
Een voorbeeld van een aandoening van het bijniermerg is een feochromocytoom.
De volgende aandoeningen zijn het gevolg van een niet of een niet goed functionerende bijnierschors:
- Uitval van de bijnierschors waardoor deze onvoldoende corticosteroïden aanmaakt. Dit leidt tot de ziekte van Addison. Dit kan het gevolg zijn van een auto-immuunreactie tegen de bijnierschors of problemen met de aansturing vanuit de hypofyse. Bijnierschorsinsufficiëntie wordt afgekort tot BI. Bij de auto-immuunreactie doet zich ziekte van Addison ofwel primaire bijnierschorsinsufficiëntie voor, bij de aansturing van de hypofyse secundaire BI. Langdurig gebruik van corticosteroïden, zoals inhalatiecorticoïden, kan leiden tot een verstoorde werking van de hypothalamus-hypofyse-bijnier-as waardoor de werking van de bijnier is verstoord. Dit is tertiaire BI.
- Overmatige productie van cortisol, wat leidt tot syndroom van Cushing. Dit kan zowel bij de ziekte van Cushing het gevolg zijn van een adenoom op de hypofyse als bij het syndroom van Cushing in de bijnierschors.
- Overmatige productie van aldosteron, wat leidt tot primair hyperaldosteronisme PHA. Dit kan onder andere het gevolg zijn van een meestal eenzijdig adenoom. Het syndroom van Conn is de naam voor deze specifieke vorm van PHA, maar het kan ook het gevolg zijn van een meestal tweezijdige bijnierhyperplasie.
- Overmatige productie van androgenen, wat leidt tot adrenogenitaal syndroom.

In uitzonderingsgevallen kan men besluiten om de bijnieren te verwijderen, waarna de hormoonproductie moet worden vervangen. Men wordt dan behandeld als Addison-patiënt. In het geval van eenzijdige bijnierverwijdering neemt de overgebleven bijnier de functies over.
In Nederland is de Bijniervereniging NVACP de patiëntenorganisatie voor bijnieraandoeningen.
alvleesklier · baarmoeder · bijnieren · bijschildklier · darmen · eierstokken · galblaas · hart · hersenen · huid · hypofyse · longen · lever · maag · milt · nier · prostaatklier · schildklier · teelballen · twaalfvingerige darm · urineblaas · wormvormig aanhangsel · zwezerik
bijnieren · epifyse · hypofyse · ovaria · alvleesklier · schildklier · testes · thymus